# Quarantaine (verhalenbundel)
Quarantaine is een autobiografische verhalenbundel van G.L. Durlacher. Hij ontving daarvoor in 1994 de AKO  Literatuurprijs. Het verbindend element in de verhalenbundel is het multifunctionele barakkenkamp Kamp Westerbork.

## Verhalen

### Gabel
Heinz, Beate en  Gerhard Gabel worden op 4 september 1944 vanuit Kamp Westerbork naar het Oosten gedeporteerd en keren niet terug. In 1939 hadden ze tevergeefs met het Duitse Stoomschip St. Louis geprobeerd Amerika te bereiken in hun toenmalige angst voor de Duitse concentratiekampen. Maar de 937 Duits-Joodse vluchtelingen waren  door de regering van Cuba voor de gek gehouden en moesten noodgedwongen naar Europa terugkeren, waar ze met forse tegenzin door diverse landen werden opgenomen. Nederland nam 181 schepelingen op, waarvan er slechts 60 de Tweede Wereldoorlog zouden overleven. De jonge tienjarige  Gerhard Durlacher  ziet het gezin Gabel eerst liefdevol in Rotterdam in de vluchtelingengemeenschap worden opgenomen, totdat de Nederlandse regering ze in 1939 gedwongen naar Kamp Westerbork afvoert  en ze  aldaar interneert vlak bij de Duitse grens. In 1942 wordt ook het gezin Durlacher, dat in 1937 uit Baden-Baden naar Rotterdam was gevlucht,  naar het doorgangskamp Westerbork gedeporteerd. Ze waren eerder uit het brandend  Rotterdam naar de schijnveiligheid van Apeldoorn verhuisd. Heinz Gabel weet hen nog lang van de  transporttrein te vrijwaren, maar uiteindelijk gaan ook zij naar het Oosten.

### Quarantaine
In 1967 tijdens de Zesdaagse Oorlog keert Gerhard Durlacher terug naar Kamp Westerbork, dat is omgedoopt tot Woonoord Schattenberg, alwaar Molukkers nog steeds in de aloude barakken gehuisvest worden. Tot zijn opluchting is de spoorlijn verdwenen. Hij herinnert zich zijn opname in de ziekenbarak met difterie en de algemene angst voor polio. Maar het was ook een ommekeer van alle waarden want de gevreesde transporten werden door de twee epidemieën tijdelijk gestopt. Fotograaf Rudolf Breslauer  mocht destijds alles fotograferen en die fotoreportage zorgde voor een documentaire  van Willy Lindwer  met de titel: “Kamp van Hoop en Wanhoop” uit november 1990. Het eind van het verhaal behandelt de lotgevallen van Hannelore. Een van de dansmeisjes van het dinsdagavondcabaret dat uit het kamp ontsnapte met hulp van Rob de Vries en weer opgepakt als een soort Tristan en Isolde  in het kamp met haar Hans trouwde en daar met honderden anderen het einde van de oorlog mocht afwachten. De fotograaf werd uiteindelijk wel met zijn gezin gedeporteerd en kwam niet terug.

### Verboden lessen
Onder de dekmantel van gymnastiekles geeft de legende Bennie Bril boksles in Kamp Westerbork. Ook Gerhard Durlacher is van de partij. In januari 1944 wordt ook de bokskampioen met zijn gezin op transport gesteld naar Bergen-Belsen.
In  Theresienstadt krijgt Gerhard Durlacher gedwongen les in houtbewerking. De aldaar eveneens geïnterneerde Dr.Belinfante doceert  hem wiskunde.

### Na  1945
Een regel  over deze periode na 1945: “Hij had zich meer van de bevrijding voorgesteld, net als ik.”
En voor de eindexamenkandidaten van 2013: Onder het toeziend oog van de directeur verbrak de leraar het zegel van de eindexamens.
Terugkerend uit het Oosten heeft Gerhard Durlacher wisselende ervaringen in het bevrijde Nederland. Zijn oom en tante probeerden prematuur zich zijn erfenis toe te eigenen. Bewoners van het ouderlijk huis uit 1942 te Apeldoorn stellen zich graniet hard op en ook hun buren hebben geprofiteerd. Maar er is ook een correcte notaris Kuhlmann die zijn erfenis correct afwerkt en maatschappelijke hulp verleent. Als kroon op de terugkeer slaagt Gerhard in 2 jaar voor de vijfjarige HBS, met hulp van meestal enthousiaste docenten.